# Grand Canyon

Uitzicht over de Grand Canyon

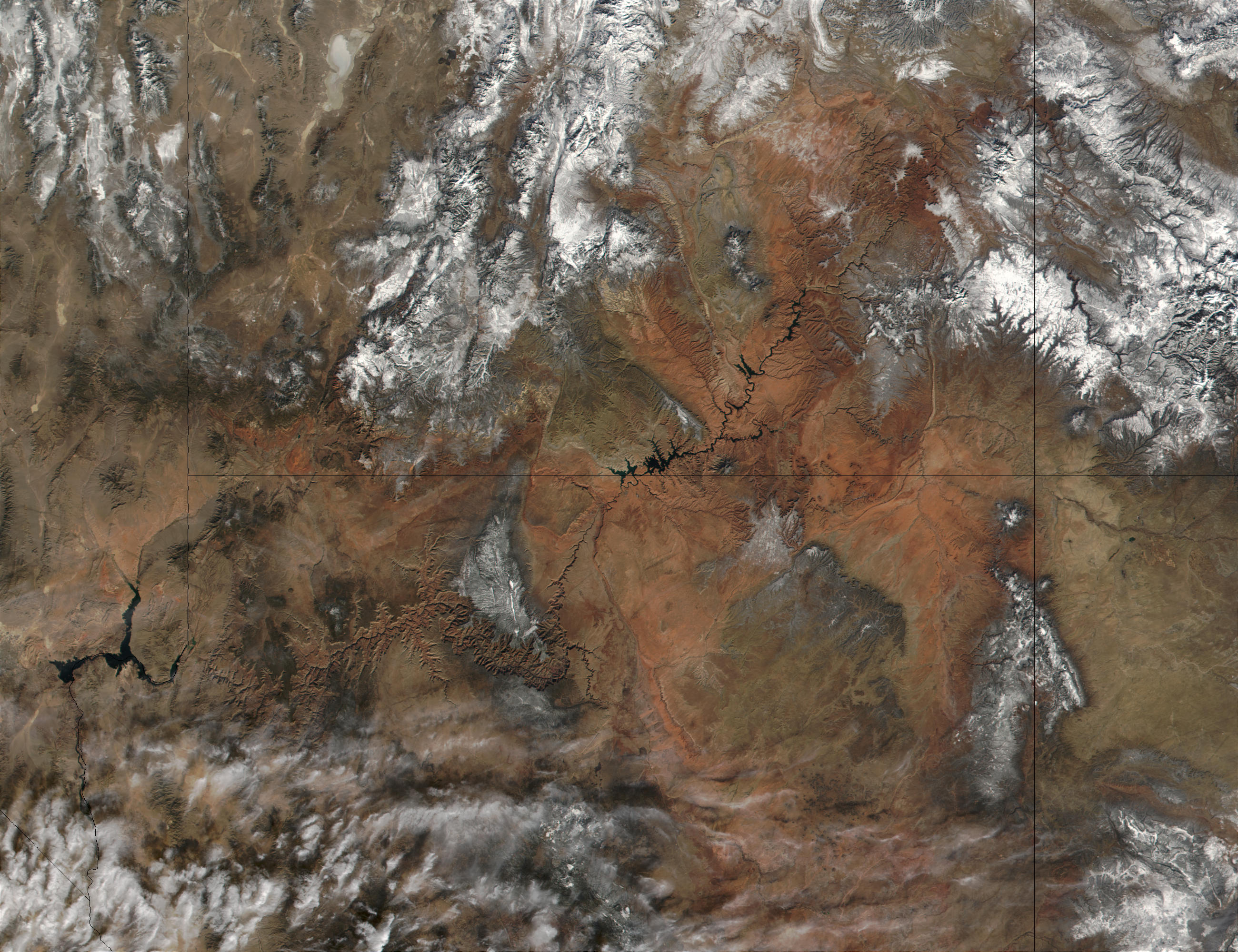
Satellietfoto van de Grand Canyon, Lake Powell en Lake Mead

De Grand Canyon is een zeer brede en diepe kloof in het noorden van de Amerikaanse staat Arizona. In de loop van miljoenen jaren heeft het water van de Coloradorivier deze kloof in het landschap doen ontstaan. Deze extreme erosie werd mogelijk doordat het gebied waarin de kloof ligt steeds verder omhoog rees. De Coloradorivier erodeert het materiaal van de bodem van de kloof met ongeveer 16 cm per 1000 jaar. De canyon is ongeveer 435 kilometer lang en heeft een breedte die varieert tussen 15 en 29 kilometer. Het gesteente dat door de erosie bloot komt te liggen is volgens metingen circa 2 miljard jaar oud. De geologische structuur is onderdeel van de Grand Staircase.

Ondanks de grote breedte is de overkant van de canyon vanaf vrijwel elk punt goed te zien. Dit komt door de extreem lage luchtvochtigheid in het woestijnachtige gebied waardoor de lichtabsorptie hier uitermate gering is.
De wanden van de Grand Canyon zijn roodachtig gestreept door de verschillende samenstellingen van de lagen in de successie. Het rode gesteente van de Grand Canyon wordt op zijn mooist gewaardeerd vlak na zonsopkomst en even voor zonsondergang. Het wordt daarom vaak aanbevolen om rond deze tijden de Canyon te bezoeken.

## Geschiedenis

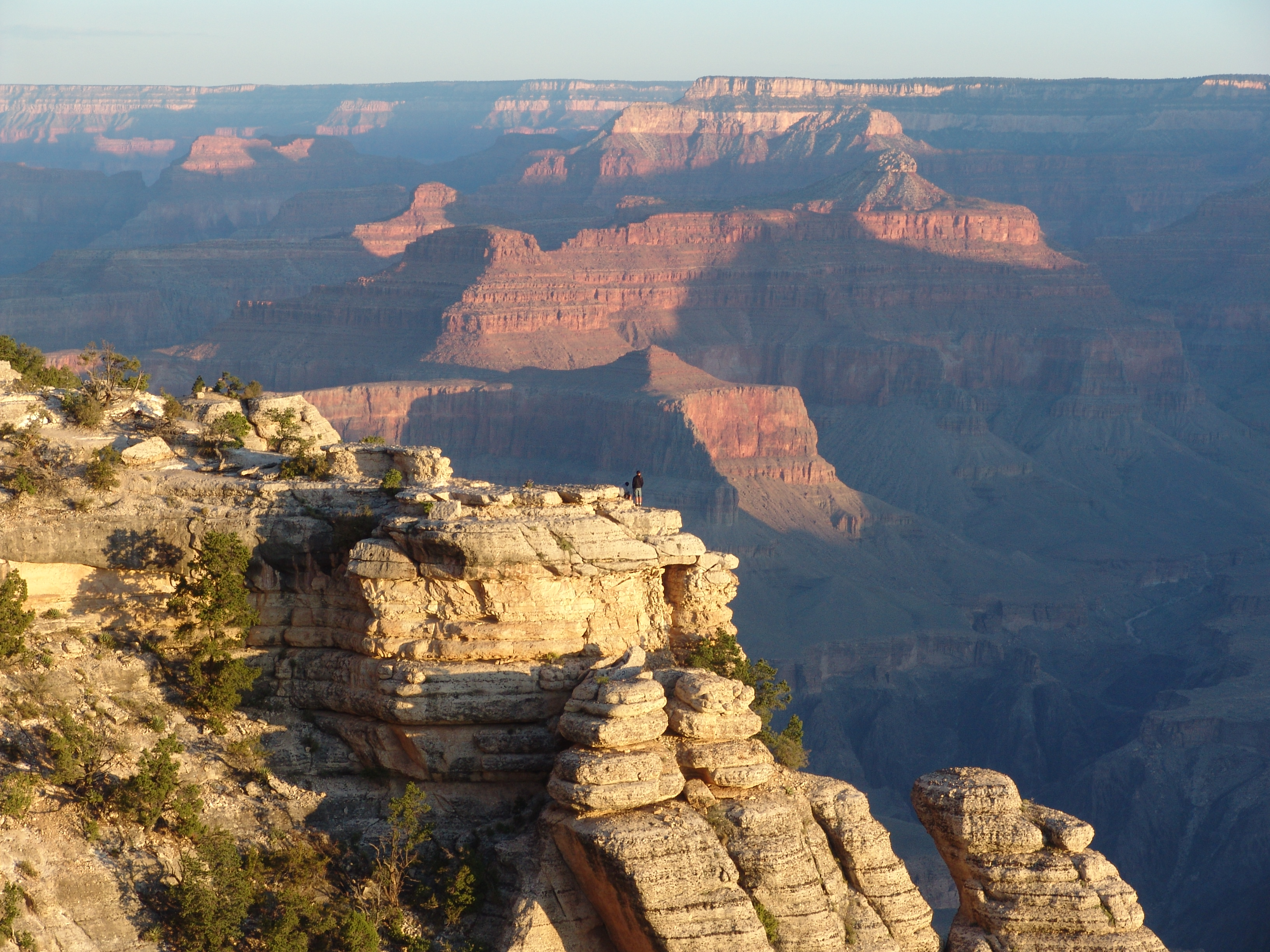
Uitzicht over de Grand Canyon bij zonsopkomst

Over de leeftijd van de canyon is  in verschillende gepubliceerde onderzoeken zeer verschillende opgaven gedaan. Een onderzoek dat in Nature werd gepubliceerd kwam op 70 miljoen jaar. Ander onderzoek komt uit op 6 miljoen jaar. In wetenschappelijke kring bestaat discussie over deze kwestie.
De eerste Europeaan die de canyon zag was de Spanjaard García López de Cárdenas die het gebied in 1540 verkende. Lang voor die tijd werd het gebied reeds bewoond door indianen, van wie sommigen hun nederzettingen bouwden in de wanden van de canyon. Heden ten dage wonen er zo'n 500 indianen in de Grand Canyon.
In de negentiende eeuw kreeg het gebied veel aandacht van mijnwerkers vanwege de vele natuurlijke grondstoffen.
Het Nationaal Park Grand Canyon was een van de eerste nationale parken in de Verenigde Staten. President Theodore Roosevelt was een groot voorvechter voor het behoud van het gebied en kwam er om er op poema's te jagen en te genieten van het overweldigende uitzicht. Sinds 1979 staat het park op de Werelderfgoedlijst van UNESCO.

## Toerisme
De Grand Canyon is een toeristische attractie, vooral op uitzichtpunten langs de South Rim en in wat mindere mate langs de North Rim, maar er zijn ook bijzonder rustige plekken te vinden. De canyon is meer dan 1600 meter diep. Het is mogelijk af te dalen in de canyon, maar dit vergt, vanwege de grote diepte en de enorme hitte, een goede conditie en gedegen voorbereiding. Hoe lager men komt, des te hoger de temperatuur wordt. Sinds 21 maart 2007 kan ook de Grand Canyon Skywalk bezocht worden, een glazen brug die 1200 meter boven de bodem hangt. Deze is echter niet te vinden in het nationale park, maar bij Grand Canyon West, het gebied van de Hualapai-indianen, die dan ook de exploitatie in handen hebben.

## North Rim
De North Rim is de noordelijke rand van de Grand Canyon. De North Rim is bereikbaar via lokale weg 67 door Kaibab National Forest, die begint bij Jacob Lake. In de winter is deze weg gesloten.
Enkele uitzichtpunten zijn Bright Angel Point, Point Imperial, Vista Encantada, Roosevelt Point, Cape Final en Cape Royal. Er zijn diverse wandelingen zoals de Bright Angel Trail, Cape Final Trail, Cape Royal Trail, Cliff Spring Trail, Ken Patrick Trail, North Kaibab Trail, Transept Trail, Uncle Jim Trail en Widforss Trail.

## South Rim
De South Rim is de zuidelijke rand van de Grand Canyon in de omgeving van Grand Canyon Village. Hier komen de meeste toeristen voor bustochten en andere bezigheden zoals klimmen. Over het algemeen worden de uitzichten op de Grand Canyon vanaf deze kant als spectaculairder ervaren dan de uitzichten vanaf de North Rim. De South Rim is aantrekkelijker voor toeristen, doordat er meer faciliteiten (restaurants, verharde paden, kampeerplaatsen) zijn dan aan de North Rim.
Enkele uitzichtpunten zijn Hermit's Rest, Hopi Point, Pima Point, Powell Point, Mather Point, Yaki Point, Shoshone Point, Grandview Point, Moran Point, Zuni Point, Lipan Point en Navajo Point. Ook is er het Tusayan Museum en de Desert View Watchtower. Er zijn diverse wandelingen te maken zoals de Bright Angel Trail en South Kaibab Trail.
De U.S. Route 89 in Utah gaat naar de North Rim via Cameron, afslag links voor Page naar Jacob Lake.

## Literatuur

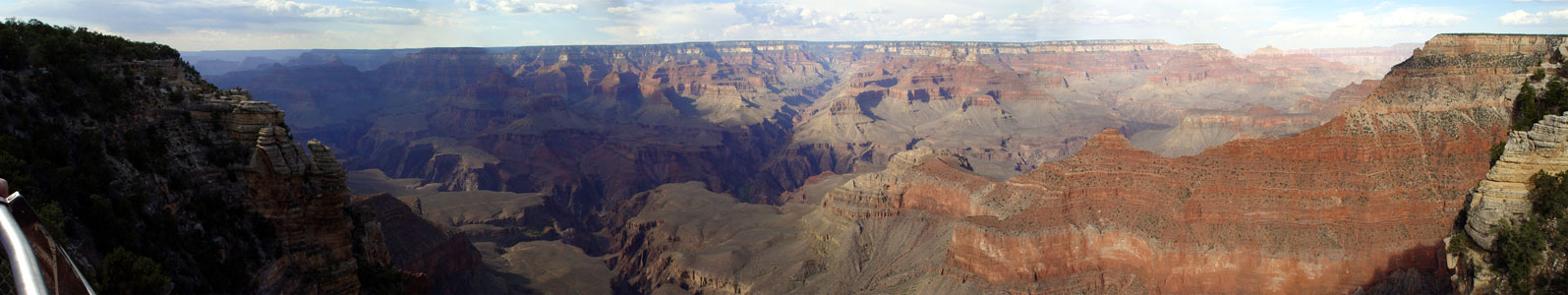
Panorama over de Grand Canyon